# Акотанго
Акотанго (исп. Acotango) — вулкан на западе Боливии в департаменте Оруро на границе с Чили.
Акотанго — стратовулкан, высотой 6052 метров. Вулкан является одним из самых высоких из группы стратовулканов, расположенных между границей Боливии и Чили. Группа известна как Невадос-де-Кимсачата и также содержит пики Умарата и Серро-Капурата. Вулкан сильно разрушен, но поток лавы на его северном склоне морфологически молод, это позволяет предположить, что Акотанго был активным в период голоцена.